# Donacoscaptes micralis
Donacoscaptes micralis là một loài bướm đêm trong họ Crambidae.